# Čistá u Rovné
Čistá (deutsch Lauterbach, früher tschechisch Město Litrbachy, nach 1945 umbenannt in Čistá) ist eine Wüstung in Tschechien.

## Geographische Lage
Die Wüstung liegt in Westböhmen im Kaiserwald, südlich der Stadt Loket (Elbogen) und südwestlich der Stadt Horní Slavkov (Schlaggenwald).

## Geschichte

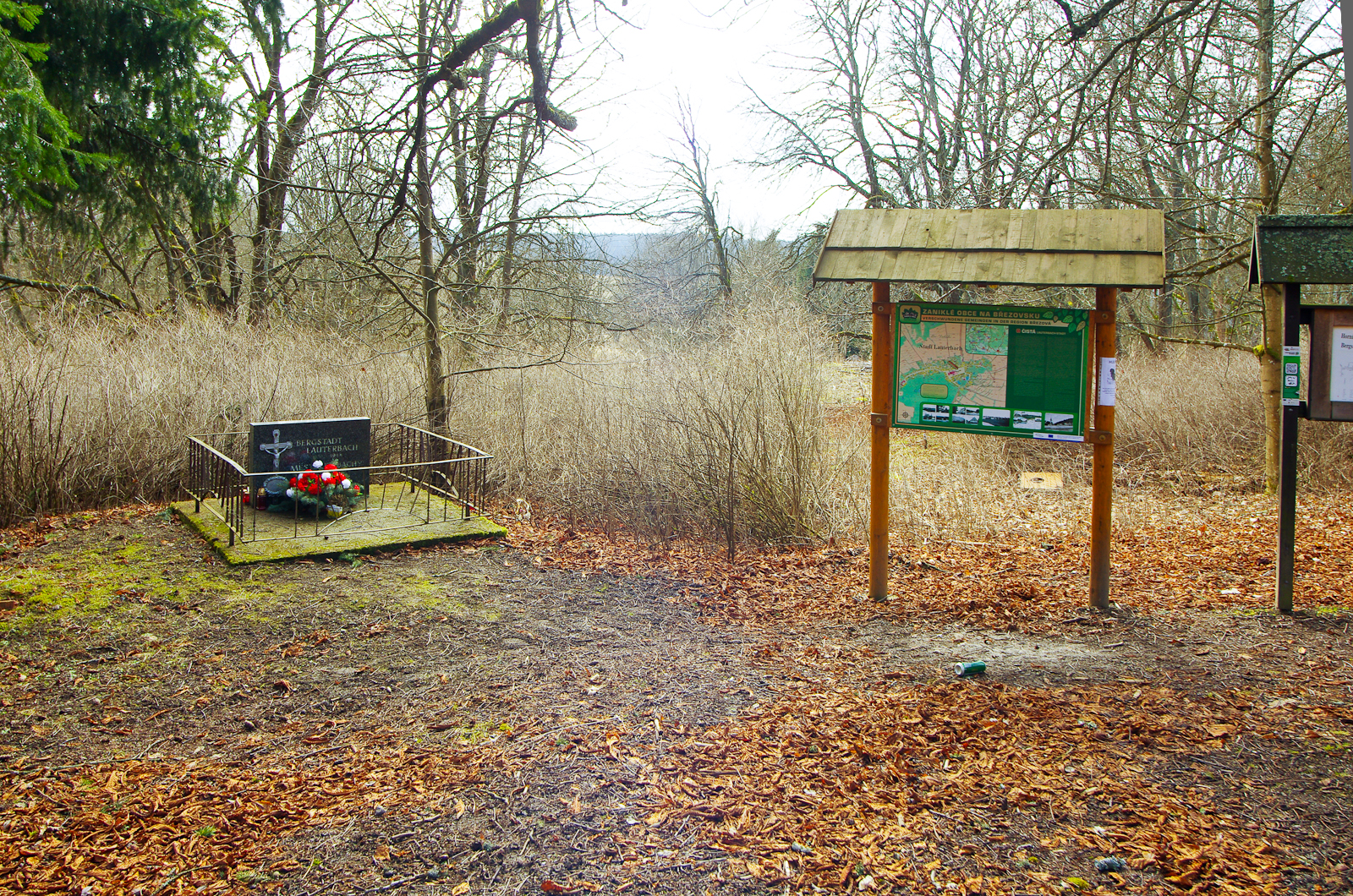
Denkmal für die zerstörte königliche Bergstadt Lauterbach

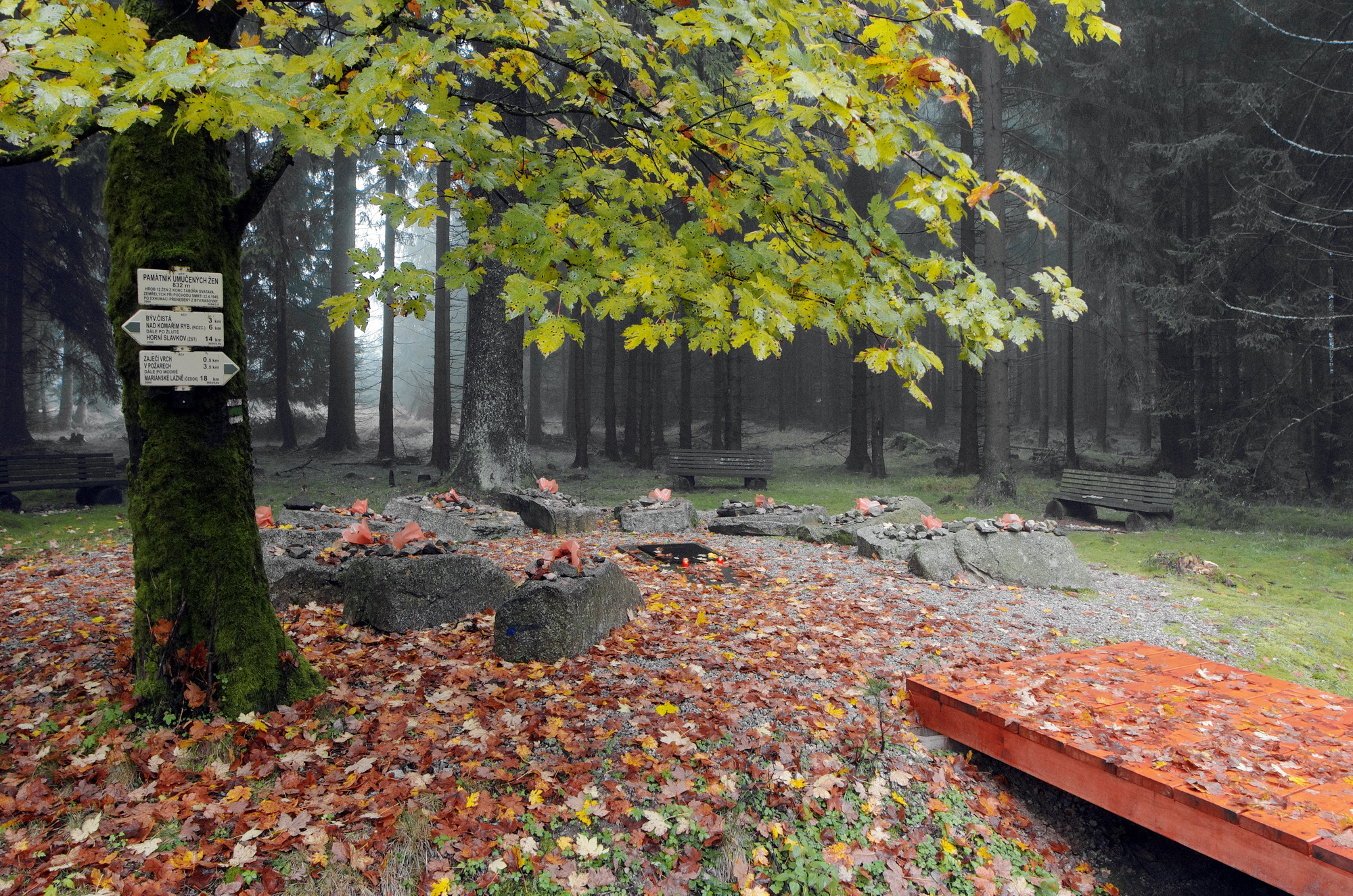
Denkmal für die Opfer des Todesmarsches nach Volary (siehe Gedenkstätte Langer Gang)

Durch das Aufblühen des Zinnbergbaus im Kaiserwald seit dem 15. Jahrhundert entwickelten sich kleine Bergbausiedlungen schnell zu größeren Orten. Der böhmische und römisch-deutsche König Ferdinand I. verlieh am 20. Juni 1551 der Stadt Lauterbach das Privileg einer kaiserlichen Bergstadt.
Diese Rechte wurden von späteren Regenten bestätigt und ausgebaut.
Die Stadt besaß eine eigene Zinnwaage, eine Zinnhütte, und das Recht zum (kosten)freien Holzeinschlag in den königlichen Wäldern.
Lauterbach war zeitweilig Sitz eines Bergamtes. 1772 zerstörte ein Brand die meisten Urkunden der Stadt. Wenige erhaltene Dokumente belegen, dass der Bergbau in Lauterbach in jener Zeit kaum aktiv war. Er wurde aber nicht komplett eingestellt um die Rechte einer königlichen Bergstadt weiterhin zu behalten.
1619 wurden nur noch 3198 kg Zinn gefördert, und 1740 nur noch 250 kg. Im Jahre 1843 hatte die Stadt rund 2080 Einwohner. Die Einwohnerzahl war seither rückläufig. 1847 werden die Gruben „als schon länger ungenutzt“ betitelt.
1887 erfolgte nach der Freilegung der verschütteten Grube und des Schachtes Hieronymus wieder eine Förderung kleiner Zinnmengen. Für 1905 ist noch Zinnabbau belegt, der nach dem Ersten Weltkrieg vollständig eingestellt wurde (Grube Hieronymus).
Die Bedeutung Lauterbachs als Zinnabbauort war für den neuzeitlichen Bergbau eher gering.
1930 lebten in Lauterbach 1192 Einwohner, 1939 waren es 1019.
Nach dem Ersten Weltkrieg war die Region der neu geschaffenen Tschechoslowakei zugeschlagen worden.
Aufgrund des Münchner Abkommens wurde die Stadt 1938 dem Deutschen Reich angeschlossen und gehörte bis 1945 zum Landkreis Elbogen, Regierungsbezirk Eger, im Reichsgau Sudetenland. 1940–43 wurde die Grube Hieronymus von der Egerländer Erzbergbau GmbH erneut aufgefahren und der Schacht bis in 26 m Tiefe freigelegt.
Nach Ende des Zweiten Weltkriegs wurde die Region von der Tschechoslowakei übernommen, und die fast ausschließlich deutsche Bevölkerung wurde fast vollständig aus Lauterbach vertrieben. Danach wurde Lauterbach in Čistá umbenannt. Das Stadtgebiet wurde 1949 wegen der Errichtung des Truppenübungsplatzes Prameny nicht neu besiedelt. 1948 lebten in der ehemaligen Stadt nur noch sieben Personen.
Die tschechoslowakische Regierung ordnete deshalb den Abriss der Stadt durch die Armee an. Unter anderem zerstörten Artillerieeinheiten durch Beschussübungen Gebäude von Čistá. Anfang der 1950er-Jahre wurde am Nordrand des Ortes auf der Suche nach Uran ein Erkundungsschacht abgeteuft, mit dem keine abbauwürdigen Vorkommen aufgefunden wurden. Von diesem Schacht verblieb eine langgestreckte Doppelhalde. Am Westrand des Ortes gibt es seit 2012 im alten Zinngrubenfeld „Jeronym“ eine museale Erschließung. Im Rahmen von Führungen kann man alte Grubenbaue besichtigen.
Die Fluren der ehemaligen Stadt gehören heute zum Gemeindegebiet von Rovná im Okres Sokolov des Karlovarský kraj. Ein großes Gedenkkreuz markiert den Ort des ehemaligen Friedhofs. Die Lage ehemaliger Hofstellen ist durch Ziergehölze, z. B. Flieder, erkennbar.

### Demographie
| Jahr | Einwohner | Anmerkungen         |
| ---- | --------- | ------------------- |
| 1785 | 0 k. A.   | 129 Häuser          |
| 1847 | 2164      | in 275 Häusern      |
| 1869 | 1982      |                     |
| 1880 | 1851      |                     |
| 1890 | 1795      |                     |
| 1900 | 1634      | deutsche Einwohner  |
| 1910 | 1445      |                     |
| 1921 | 1278      | davon 1265 Deutsche |
| 1930 | 1192      | [ 7 ]               |
| 1939 | 1019      | [ 7 ]               |
| 1948 | 07        |                     |
| 1950 | 0         |                     |

## Schaubergwerk Důl Jeroným (Grube Hieronymus)
Im Herbst 2013 wurden Teile der alten Grube Hieronymus („kleiner Hieronymus“) in der Gemarkung Lauterbachs bereits öffentlich zugänglich gemacht. 2015 wurde schließlich das neu errichtete Museumsgebäude eröffnet. Es handelt sich um ein ehemaliges Zinn- und Eisen-Bergwerk. Der derzeit (2019) begehbare untertägige Bereich stammt aus dem 15. bis 16. Jahrhundert. Die größeren Abbaukammern werden ins 16. Jh. datiert. Das Bergwerk ist seit 2008 als Nationales Kulturdenkmal eingestuft. Bemerkenswert sind mehrere große Abbaukammern mit deutlichen Schlegelspuren an Decken und Wänden und stark geschwärzten Decken (Ruß). Hier wurde seinerzeit Feuer gesetzt um das Gestein mürbe zu machen durch späteres abschrecken mit Wasser.
Die größeren Abbaukammern wurden folgendermaßen betitelt:
- Kammer „Mineralogie und Geologie“
- „Kapelle“ (mit Standbild der Heiligen Barbara)
- „Fledermauskammer“, hier überwintern Fledermäuse jedes Jahr
- „Kammer des Eisenwassers“, mit rot/rotbraunen Wänden vom Eisenhydroxid
- „Kammer des Feuersetzens“, mit starken Schlegelspuren und verrußter Decke vom Feuersetzen sowie einer originalen Holzrinne (spätmittelalterlich) zur Wasserableitung
- „Kammer der Arbeit“, mit einem neuen Schacht (um 1890) und einem alten Schacht des 16. Jh. (letzterer noch teilverfüllt), wird das Wasser nicht abgepumpt bildet sich hier ein kleiner See, hier soll es verschüttete Verbindungen zu weiteren Grubenbauten („großer Hieronymus“) geben.

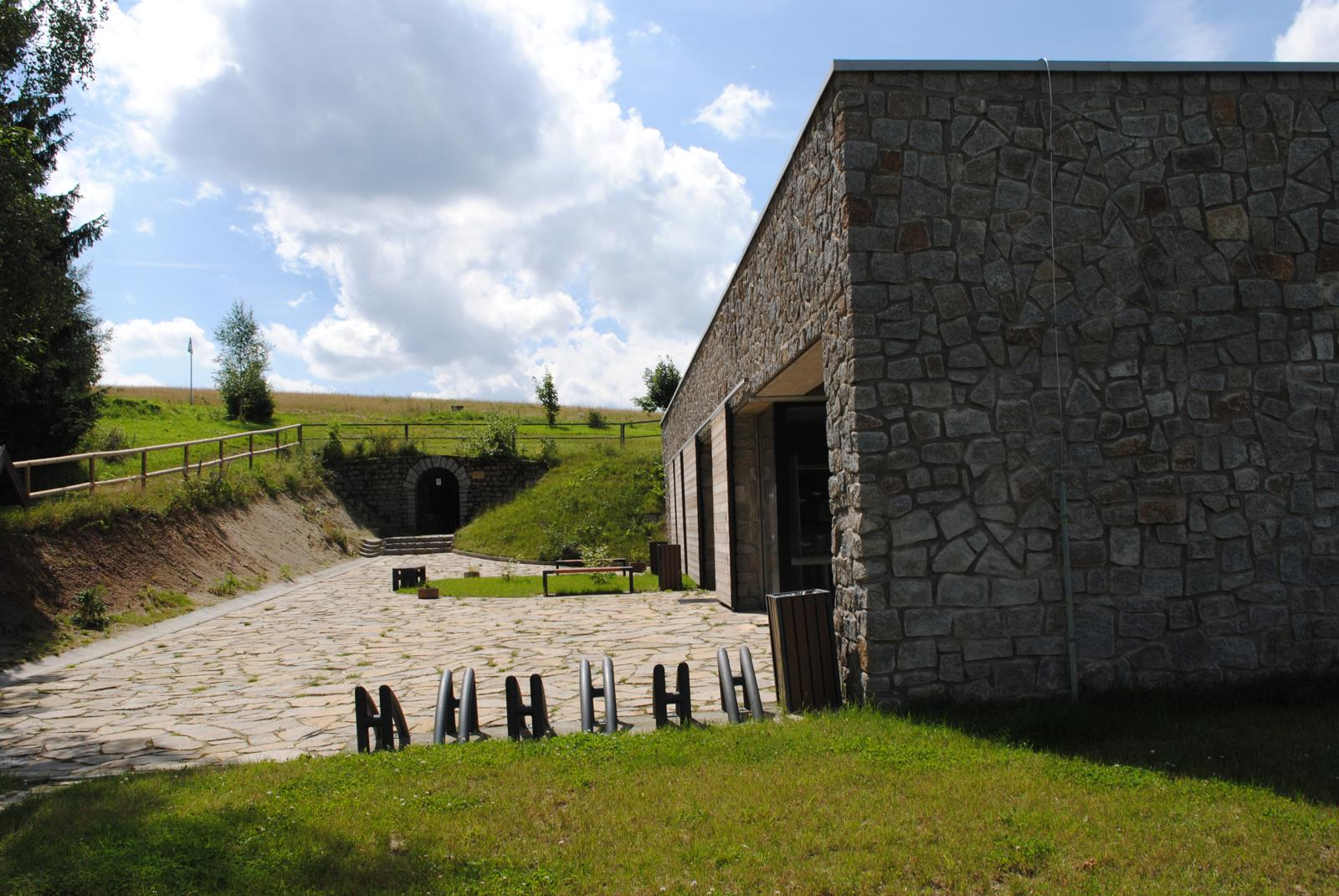
Links Mundloch/Eingang der Zinngrube „Důl Jeroným“ (Grube Hieronymus), rechts Museumsgebäude
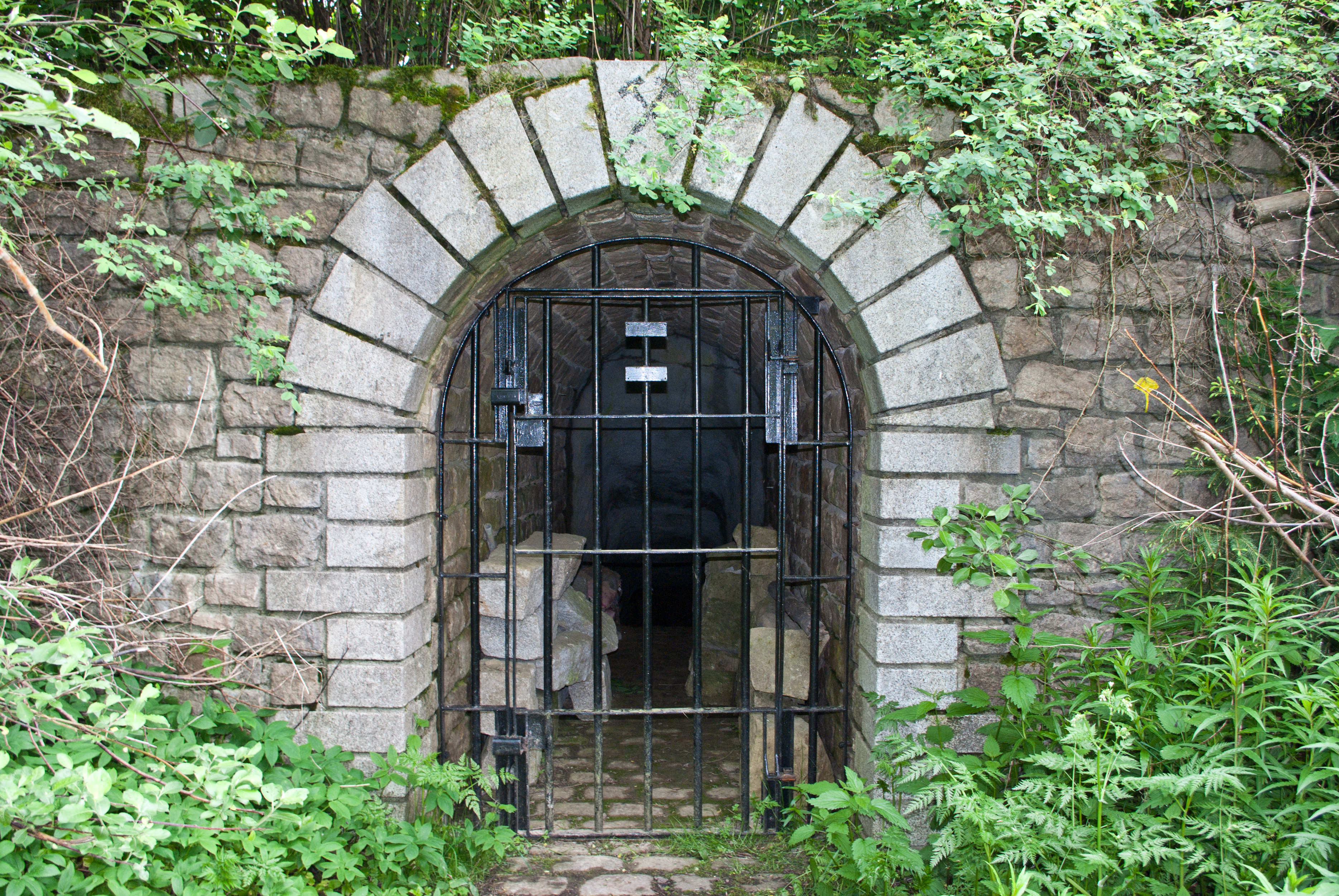
Stolleneingang vor der Eröffnung 2015
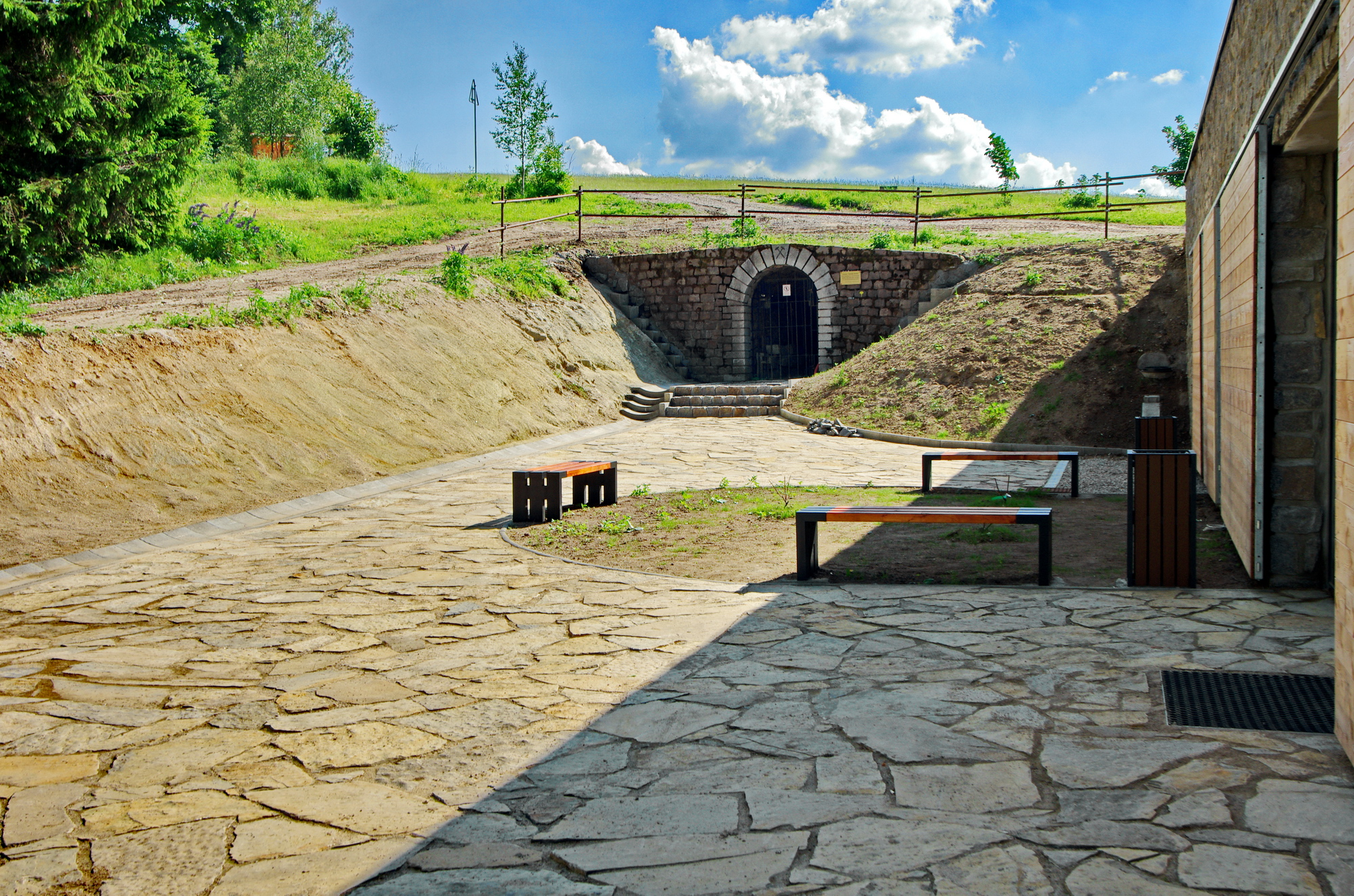
Stolleneingang
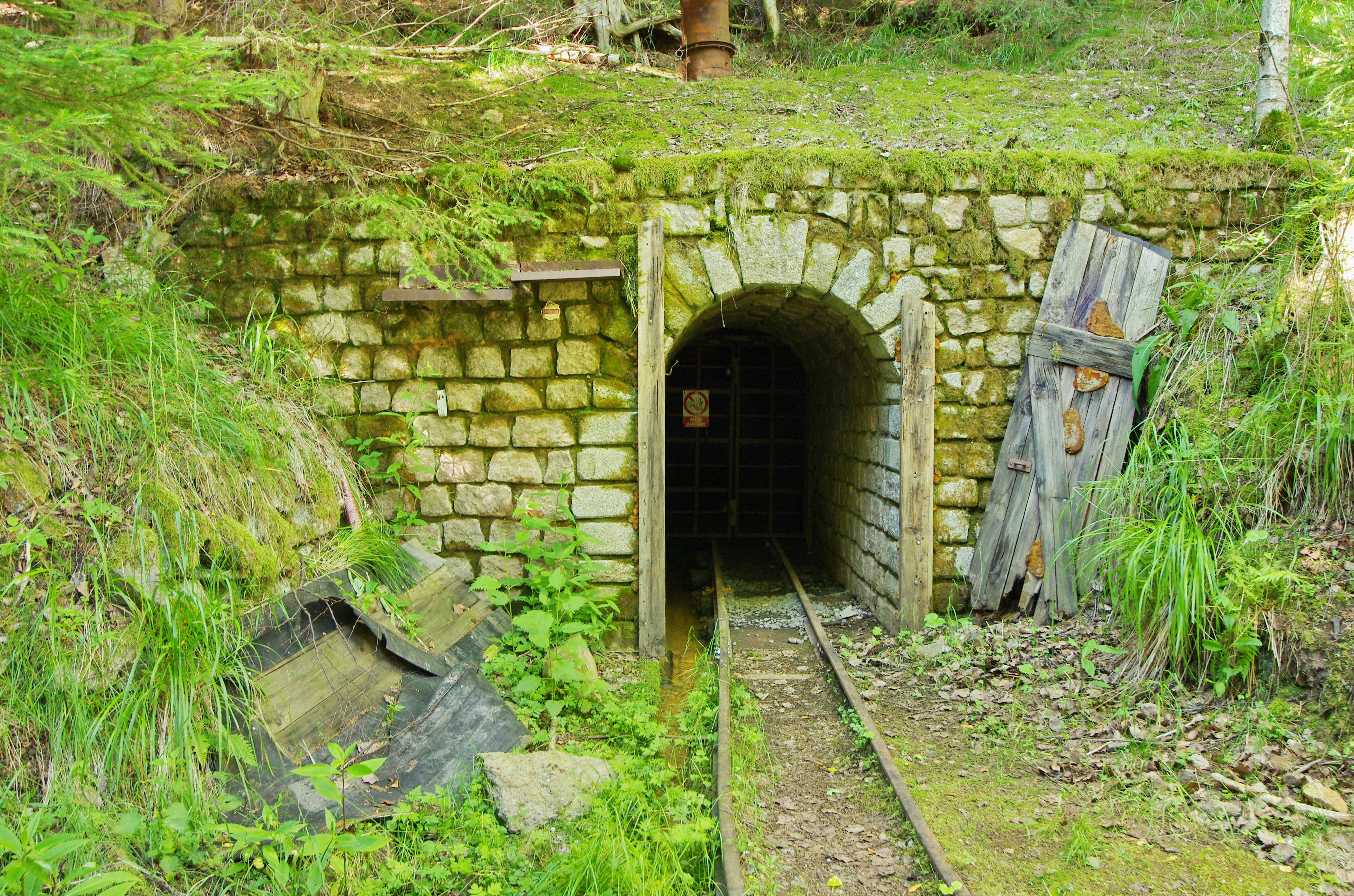
Stolleneingang des Erbstollens
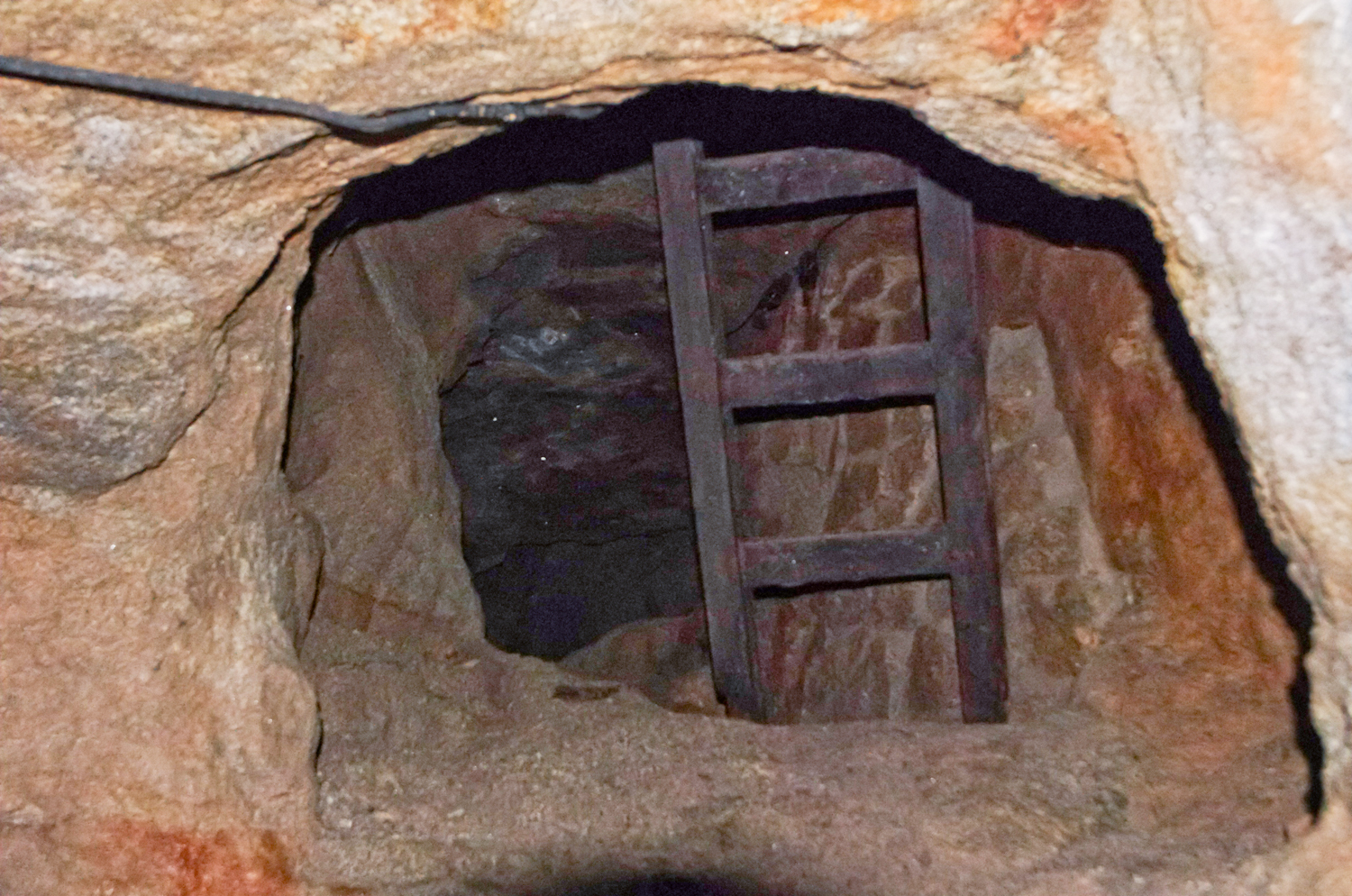
Leiter
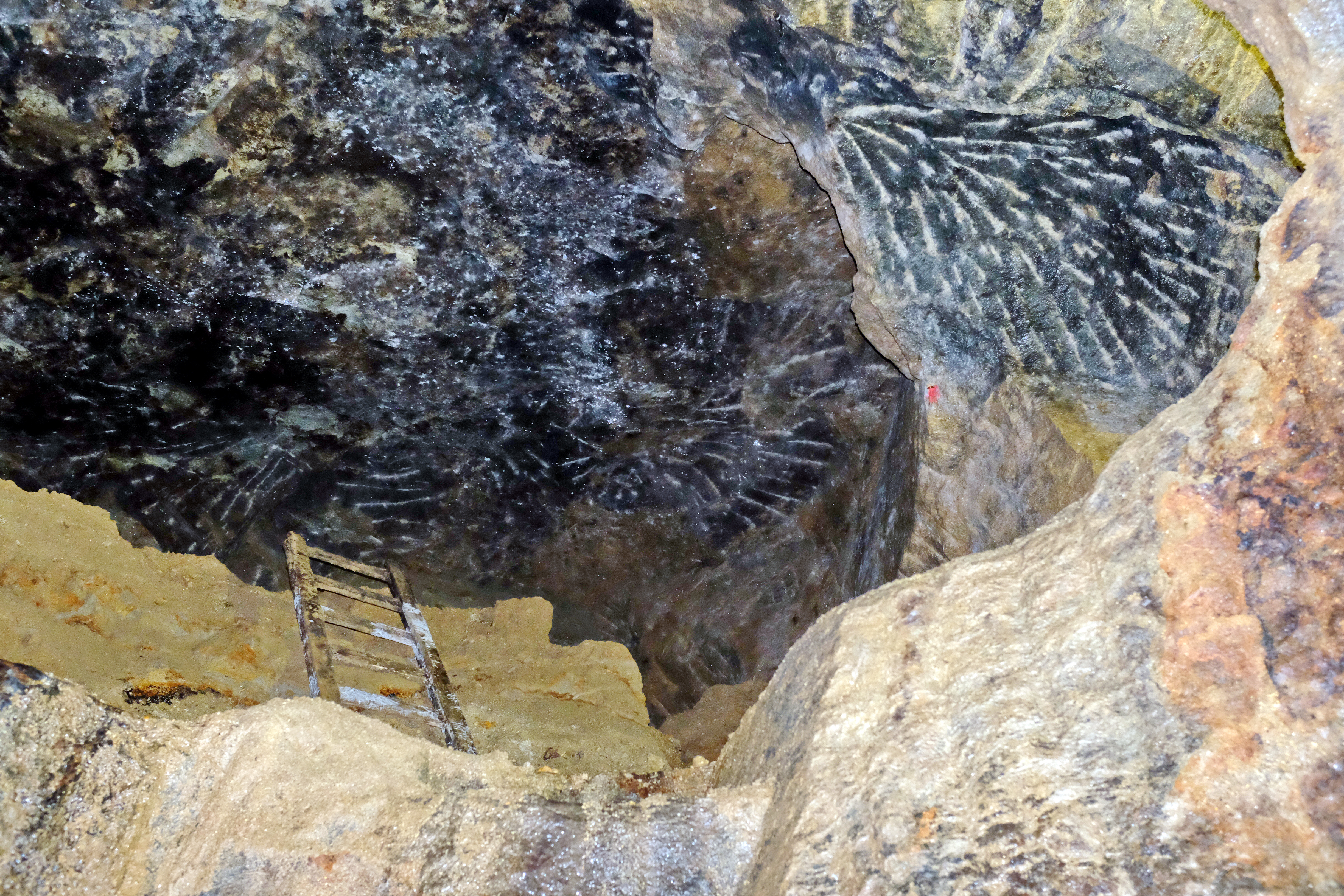
„Kammer des Feuersetzens“: gerußte Decke mit deutlichen Schlegelspuren in einer Abbaukammer des 16. Jh.

Das Schaubergwerk gehört verwaltungstechnisch heute zur Gemeinde Rovna. Es befindet sich aber nicht im Ort Rovna, sondern nahe der untergegangenen Bergstadt Lauterbach, nämlich direkt an der Straße, die vom Rovnaer Ortsteil Podstrání in Richtung Krásno führt. Das Schaubergwerk Dul Jeronym wird seit 2008 vom Bezirksmuseum Sokolov verwaltet.

### Geschichte der Grube Hieronymus
Wohl ab dem 14. Jh. wurden die sekundären Vorkommen (Seifen) um Lauterbach ausgebeutet. Als diese in der ersten Hälfte des 16. Jh. erschöpft waren, begann man mit dem unterirdischen Abbau. Durch den Stadtbrand 1772 wurden die meisten Urkunden der stadt Lauterbach vernichtet. Erst für 1887 ist die erneute Auffahrung der Grube Hieronymus daher belegt. Nach dem Ersten Weltkrieg wurde der Betrieb auch in Grube Hieronymus vollständig eingestellt. 1940 bis 1943 wurde die Grube Hieronymus erneut freigelegt von der Egerländer Erzbergbau GmbH. Der (jüngere) Schacht wurde bis in 26 m Tiefe aufgefahren. Da während des Krieges eine kurzfristige Aufnahme der Förderung nicht realistisch war, wurden die Erkundungsarbeiten vorerst eingestellt. Die letzten Erkundungsarbeiten erfolgten 1964 bis 1966, wobei Vorräte der Zinn-Wolfram-Minerale von 2,5 Mio. Tonnen geschätzt wurden. 1982 entdeckte Frantisek Baroch aus Prameny weitere – derzeit nicht zugängliche – Hohlräume in Nähe der aktuell zugänglichen älteren Grubenanlagen.
Es wird vermutet, dass der höher gelegene ältere Teil „kleiner Hieronymus“ einst mit dem jüngeren Abbaubereich „großer Hieronymus“ verbunden war. Zur Freilegung des jüngeren Abbaubereiches „großen Hieronymus“ soll zukünftig ein 90 m langer Stollen getrieben werden. Das heutige Schaubergwerk (im Bereich „alter Hieronymus“ des 15.–16. Jh.) wird höchstwahrscheinlich vom Stollen Barbara (Erbstollen) entwässert, dessen Mundloch im Tal (des Lobezsky potok?) oberhalb von Podstrani befindlich ist. Bei der Abteufung des neuen Schachtes (nach 1887) wurde ein älterer mittelalterlicher Schacht entdeckt der derzeit wieder aufgefahren wird. Die Verschüttung zwischen älterem und jüngeren Grubenteil erwies sich als Glücksfall der Geschichte. Dadurch blieben die älteren Grubenbauten („kleiner Hieronymus“) in ihrem Ursprungszustand des 16. Jh. erhalten. Daher wurde die derzeitige Grube Hieronymus („kleiner Hieronymus“) 2008 zum Nationalen Kulturdenkmal erklärt und soll möglichst unverändert erhalten bleiben.

## Persönlichkeiten
- Joseph Anton Seyler (* 1778 in Lauterbach Stadt; † 1854 in Gran), österreichischer Kapellmeister und Komponist
- Josef Gerschon (* 1887 in Lauterbach bei Elbogen; † 1960), sudetendeutscher Komponist und Dirigent